# Allmannshofen
Allmannshofen é um município da Alemanha, localizado no distrito Augsburg, no estado de Baviera.